# Batagurowate
Batagurowate, batagury (Geoemydidae) – rodzina żółwi z podrzędu żółwi skrytoszyjnych. Obejmuje ponad 70 gatunków, najwięcej z wszystkich rodzin żółwi. Pod względem budowy i biologii wykazują podobieństwo do żółwi błotnych; dawniej bywały uznawane za ich podrodzinę.

## Morfologia
OpisKarapaks od owalnego do podłużnego kształtu, umiarkowanie wypukły albo spłaszczony. Plastron duży, niekiedy zawieszony na zawiasach. Między palcami błony pływne.
RozmiaryKarapaks od 13 do 80 cm.
Masa ciała do 80 kg.

## Ekologia
BiotopSłodkowodne wody śródlądowe, w tym także górskie strumienie.
PokarmWiększość jest roślinożerna, część jest wszystkożerna, a tylko kilka to mięsożercy.
BehawiorTryb życia przeważnie wodny albo półwodny.
RozmnażanieSamica składa jaja do jam w ziemi, w których okres inkubacji trwa zwykle od 3 do 5 miesięcy.

## Występowanie
Południowa Europa, północna Afryka, Azja Zachodnia, Południowa, Południowo-Wschodnia i Wschodnia, Meksyk, Ameryka Centralna i północna część Ameryki Południowej.

## Systematyka
Do rodziny należą następujące rodzaje: 
- Batagur J.E. Gray, 1856
- Cuora J.E. Gray, 1855
- Cyclemys Bell, 1834
- Geoclemys J.E. Gray, 1855 – jedynym przedstawicielem jest Geoclemys hamiltonii (J.E. Gray, 1831) – żółw plamkogłowy[3]
- Geoemyda J.E. Gray, 1834
- Hardella J.E. Gray, 1870 – jedynym przedstawicielem jest Hardella thurjii (J.E. Gray, 1831)
- Heosemys Stejneger, 1902
- Leucocephalon McCord, Iverson, Spinks & Shaffer, 2000 – jedynym przedstawicielem jest Leucocephalon yuwonoi (McCord, Iverson & Boeadi, 1995) – cierniec celebeski[3]
- Malayemys Lindholm, 1931
- Mauremys J.E. Gray, 1870
- Melanochelys J.E. Gray, 1869
- Morenia J.E. Gray, 1870
- Notochelys J.E. Gray, 1863 – jedynym przedstawicielem jest Notochelys platynota (J.E. Gray, 1834) – płaskorupiec malajski
- Orlitia J.E. Gray, 1873 – jedynym przedstawicielem jest Orlitia borneensis J.E. Gray, 1873 – orlicja
- Pangshura J.E. Gray, 1855
- Rhinoclemmys Fitzinger, 1835
- Sacalia J.E. Gray, 1870
- Siebenrockiella Lindholm, 1929
- Vijayachelys Praschag, Schmidt, Fritzsch, Müller, Gemel & Fritz, 2006 – jedynym przedstawicielem jest Vijayachelys silvatica (Henderson, 1912)